# ISO 3166-2:MR
Kódy ISO 3166-2 pro Mauritánii identifikují 15 regionů (stav v listopadu 2015). První část (MR) je mezinárodní kód pro Mauritánii, druhá část sestává ze dvou čísel nebo tří písmen identifikujících město nebo region.

## Seznam kódů
```
MR-01  Hodh ech Chargui (Néma)
MR-02  Hodh el Charbi (Aiuon el Atrouss)
MR-03  Assaba (Kiffa)
MR-04  Gorgol (Kaédi)
MR-05  Brakna (Aleg)
MR-06  Trarza (Rosso)
MR-07  Adrar (Atar)
MR-08  Dakhlet Nouadhibou (
Nouadhibou
)
MR-09  Tagant (Tidjikdja)
MR-10  Guidimaka (Sélibaby)
MR-11  Tiris Zemmour (Zouérate)
MR-12  Inchiri (Akjoujt)
MR-13 Nuwākshūţ al Gharbīyah
MR-14 Nuwākshūţ al Janūbīyah
MR-15 Nuwākshūţ ash Shamālīyah
```